# Esad Dugalić
Esad Dugalić, né le 10 janvier 1947 à Mostar en Yougoslavie (sur le territoire actuel de la Bosnie-Herzégovine) et décédé le 13 juin 2011 est un ancien gardien de but de football.
Ami personnel d'Ivan Ćurković, originaire de la même ville que lui, il a évolué au FC Velez Mostar, au Sarajevo FK, à Osijek et au FK Igman. En 1974, il signe à l'AS Saint-Étienne comme doublure de Curkovic pour remplacer Gérard Migeon parti à l'Olympique de Marseille. Il y restera jusqu'en 1979 où il sera remplacé comme 2e gardien par Jean Castaneda. Au total, il n'aura joué que deux matchs avec l'équipe première (un 32e de finale de Coupe de France contre Le Mans et un match de championnat en 1976-77 contre Bastia), Curkovic étant rarement blessé. Par contre, Dugalić ratera la finale de Glasgow le 12 mai 1976 et sera remplacé sur le banc par Jean Castaneda : il était blessé à la main.
Il jouera également 3 rencontres lors de la Coupe Intertoto 1977-78 contre le MTK Budapest (2 matchs) et contre le Bayern de Munich, ainsi que 19 minutes d'un match amical contre Penarol en 1975.

## Sources
1. ↑  « Fiche d’Esad Dugalić », sur footballdatabase.eu

- Marc Barreaud, Dictionnaire des footballeurs étrangers du championnat professionnel français (1932-1997), L'Harmattan, 1997.